# Незабитовський Аполлінарій Федорович
Аполлінарій Федорович Незабитовський (6 червня 1918, село Карагуш, тепер Бійського району Алтайського краю, Російська Федерація — 16 листопада 1991, місто Київ) — український радянський діяч, директор Київського заводу «Точелектроприлад», генеральний директор Київського виробничого об'єднання «Електронмаш», Герой Соціалістичної Праці (31.03.1981). 

## Біографія
Народився в родині переселенців з України. У 1941 році закінчив Київський гідромеліоративний інститут.
З жовтня 1941 до грудня 1945 року — в Червоній армії, учасник німецько-радянської війни. З січня до лютого 1942 року воював у 8-й гвардійській стрілецькій дивізії імені Панфілова на Північно-Західному фронті, був важко поранений 17 лютого 1942 року біля Старої Руси, лікувався у військових госпіталях. З листопада 1943 року служив начальником хімічної служби 135-го гаубичного артилерійського полку 63-ї гаубичної артилерійської бригади 22-ї артилерійської дивізії прориву Резерву головного командування 33-ї армії 1-го Білоруського фронту.
Член ВКП(б) з 1944 року.
У 1946—1962 роках працював старшим інженером, начальником виробництва, директором Київського заводу «Точелектроприлад».
7 квітня 1962 — січень 1963 року — секретар Київського міського комітету КПУ.
У 1963—1965 роках — начальник Управління електротехнічної і приладобудівної промисловості Української Ради народного господарства (раднаргоспу). 
У 1965—1972 роках — директор Київського заводу керуючих і обчислювальних машин (науково-виробничого об'єднання «Електронмаш»), у 1972—1986 роках — генеральний директор виробничо-технічного об'єднання «Електронмаш» імені Леніна Міністерства приладобудування, засобів автоматизації і систем управління СРСР у Києві.
Під його керівництвом у 1965—1974 роках на підприємстві виготовлено понад 2500 обчислювальних машин серії «Дніпро» (науковий керівник В. Глушков), що були найкращими на той час за своїми технічними характеристиками та математичним забезпеченням, а виробниче об'єднання стало найбільшим у СРСР виробником керувальних та обчислювальних машин. Брав безпосередню участь у розробленні та впровадженні в серійне виробництво обчислювальних комплексів М4030 та СМ3, СМ4.

Могила Аполінарія Незабитовського

З 1986 року — на пенсії. Жив у Києві по вулиці Академіка Богомольця 7/14, квартира 103. Помер 16 листопада 1991 року. Похований в Києві на Байковому цвинтарі (ділянка № 52).

## Звання
- лейтенант
- старший лейтенант
- капітан
- майор

## Нагороди
- Герой Соціалістичної Праці (31.03.1981)
- два ордени Леніна (12.03.1976; 31.03.1981)
- орден Жовтневої Революції (20.04.1971)
- орден Вітчизняної війни І ст. (13.03.1985)
- орден Вітчизняної війни ІІ ст. (8.06.1945)
- орден Трудового Червоного Прапора (17.06.1961)
- орден Дружби народів (10.06.1986)
- орден Червоної Зірки (31.08.1944)
- медаль «За бойові заслуги» (18.06.1944)
- медаль «За взяття Берліна» (1945)
- медаль «За перемогу над Німеччиною у Великій Вітчизняній війні 1941—1945 рр.» (1945)
- медаль «За трудову відзнаку»
- лауреат Державної премії УРСР в галузі науки і техніки (1976; за розробку та освоєння в серійному виробництві керуючого обчислювального комплексу «М-4030»[1])
- лауреат Державної премії СРСР (1981; за розробку та організацію серійного випуску обчислювальних комплексів «СМ3» і «СМ4»[2]).